# Улица Академика Александрова (Москва)
У́лица Акаде́мика Алекса́ндрова (название утверждено 8 июня 2010 года) — улица в Северо-Западном административном округе города Москвы на территории района Щукино. Расположена между улицей Маршала Василевского и улицей Маршала Новикова параллельно 3-му Щукинскому проезду.

## Происхождение названия
Улица названа 8 июня 2010 года в честь выдающегося советского учёного, трижды Героя Социалистического Труда, академика А. П. Александрова (1903—1994).
До 2010 года улица не имела названия и именовалась проектируемый проезд № 4264.
6 июня 2011 года прошёл торжественный митинг в честь открытия стелы академика А. П. Александрова в связи с присвоением его имени улице.
Текст на стеле гласит: «Улица Академика Александрова названа в 2010 г. в память выдающегося советского ученого, трижды Героя Социалистического Труда, академика Анатолия Петровича Александрова (1903—1994)».

## Здания и сооружения

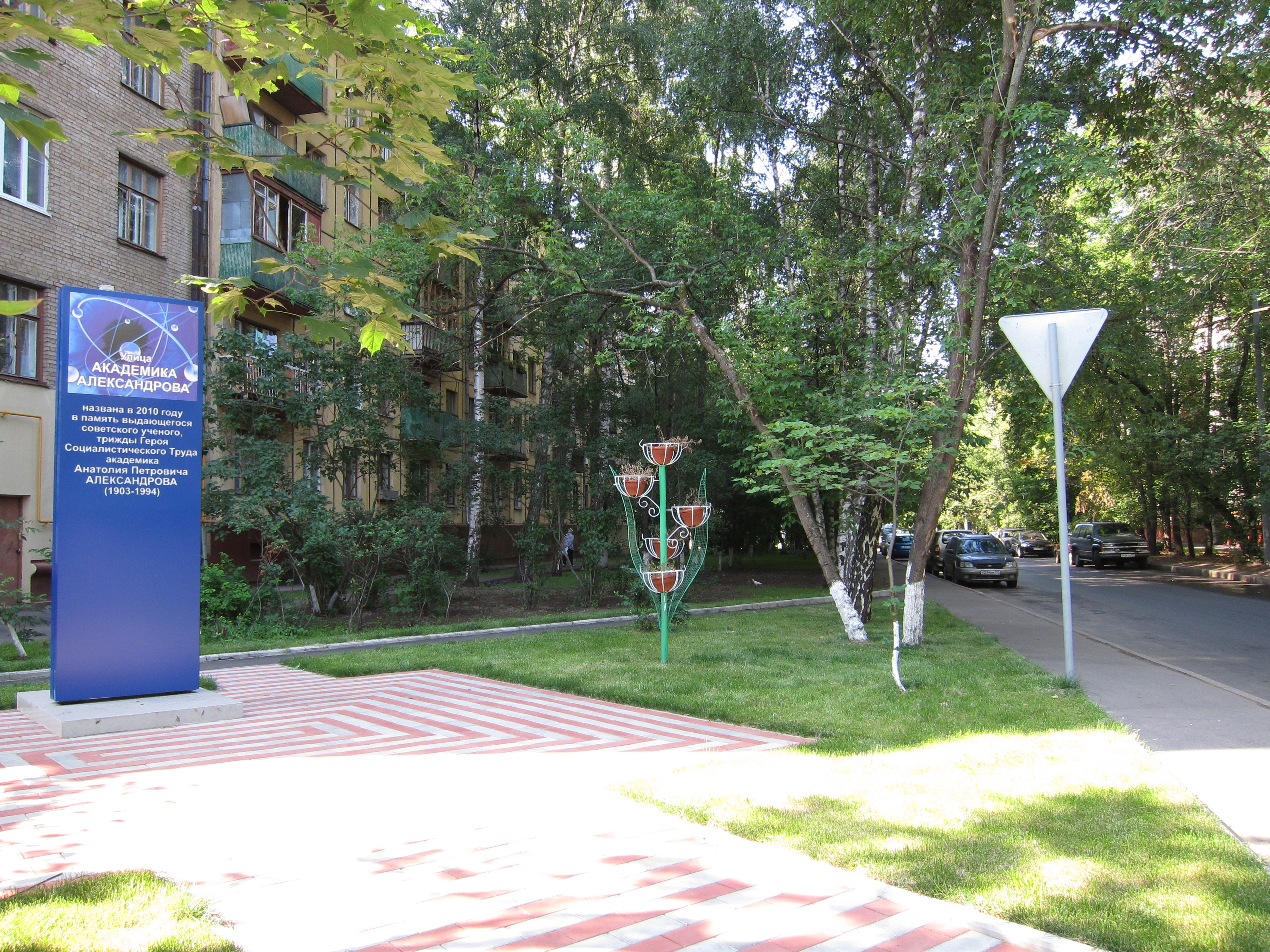
Стела.

Нумерация домов, расположенных вдоль улицы, привязана к соседним улицам Маршала Василевского и Маршала Новикова

## Транспорт
- По улице не проходят маршруты наземного общественного транспорта